# Robin Moyer
Robin Moyer (...) è un fotografo statunitense, vincitore del World Press Photo of the Year 1982.
La fotografia vincitrice ritraeva un gruppo di cadaveri di palestinesi per strada dopo il massacro a Sabra e Shatila, quando milizie maronite delle Falangi Libanesi uccisero i rifigiuati palestinesi.
Dopo essersi laureato presso l'università della Carolina del Nord, Moyer inizia a lavorare nel 1970 come cameraman per la UPITN/ITV. Ha lavorato per sedici anni per il Time in Asia, Estremo Oriente e Stati Uniti, ed ha ricevuto numerosi riconoscimenti fra cui il Robert Capa Gold Medal ed il World Press Photo of the Year.